# Narendra Modi
Narendra Modi (/ˈnəɾeːnd̪rə ˈmoːd̪iː/  ; en hindi : नरेन्द्र मोदी ; en gujarati : નરેન્દ્ર મોદી), né à Vadnagar dans le Gujarat, le 17 septembre 1950, est un homme d’État indien, Premier ministre depuis 2014.
Il commence son engagement au Rashtriya Swayamsevak Sangh (RSS), un groupe paramilitaire nationaliste. Lors de l'état d'urgence imposé dans le pays en 1975, il est contraint de se cacher. Le RSS l’affecte au Bharatiya Janata Party (BJP) en 1985 : au sein de ce parti, Modi occupe plusieurs responsabilités et en devient secrétaire général en 2001.
Modi est nommé ministre en chef du Gujarat en 2001, en raison de la santé précaire de Keshubhai Patel et à la suite du tremblement de terre à Bhuj. Il effectue quatre mandats, bénéficiant d'une importante croissance économique ; cependant, son administration est critiquée pour sa gestion des émeutes de 2002 et pour ses résultats en matière d’indices de santé, de pauvreté et d'éducation.
Lors des élections générales de 2014, il conduit le BJP, qui obtient la majorité à la chambre basse, la Lok Sabha, pour la première fois depuis 1984. Il quitte alors sa fonction de ministre en chef du Gujarat pour devenir Premier ministre de l’Inde. Son gouvernement réduit certaines dépenses sociales, initie une démonétisation controversée de billets de grande valeur et lance une campagne sur l'assainissement. Il affiche son souhait d'améliorer l'efficacité de la bureaucratie et centralise le pouvoir en abolissant la Planning Commission. À l’issue des élections législatives de 2019, il est facilement reconduit pour un second mandat, ce qui fait de lui le premier chef de gouvernement indien hors du Congrès national indien à remporter deux mandats consécutifs à la majorité absolue. Au pouvoir, il met progressivement en place un régime autoritaire. À la suite des élections législatives de 2024, il perd beaucoup de sièges, mais parvient à conserver sa majorité et à se maintenir au pouvoir.
Son positionnement politique est régulièrement qualifié de national-populiste, anti-musulman et xénophobe,,,,.
Il est le Premier ministre avec le plus long mandat parmi ceux qui ne sont pas issus du Congrès national indien. En tant que Premier ministre, il bénéficie de cotes de popularité élevées.

## Jeunesse et éducation
Narendra Modi est né dans une famille modeste d'épiciers de Vadnagar,. Il est le troisième des six enfants de Damodardas Mulchand Modi et sa femme Heeraben,. Adolescent, il tient un tea stall avec son frère dans une gare routière. Il est scolarisé à Vadnagar où un enseignant le décrit comme un élève moyen mais bon orateur.
Modi aurait quitté la maison après avoir terminé ses études secondaires en partie à cause d'un mariage arrangé avec Jashodaben Chimanlal, qu'il abandonne et reconnait publiquement plusieurs décennies plus tard, en 2014. Modi voyage en Inde pendant deux ans et visite plusieurs centres religieux avant de rentrer au Gujarat.
Modi travaille ensuite dans une cantine de la Gujarat State Road Transport Corporation où il reste jusqu'à devenir pracharak (propagandiste) à plein temps pour le Rashtriya Swayamsevak Sangh (RSS),. Après avoir reçu une formation du RSS à Nagpur – un prérequis pour occuper une fonction officielle dans le Sangh Parivar – il est responsable du Akhil Bhartiya Vidyarthi Parishad (ABVP), l'aile étudiante du RSS, au Gujarat. Modi milite pour le RSS durant l'état d'urgence.
Durant ses années au RSS, Modi rencontre Vasant Gajendragadkar et Nathalal Jaghda, chefs du Jan Sangh qui fondent ensuite la section du Bharatiya Janata Party (BJP) au Gujarat. Modi reste pracharak au RSS pendant sa maîtrise de science politique à l'université du Gujarat.

## Débuts dans la politique

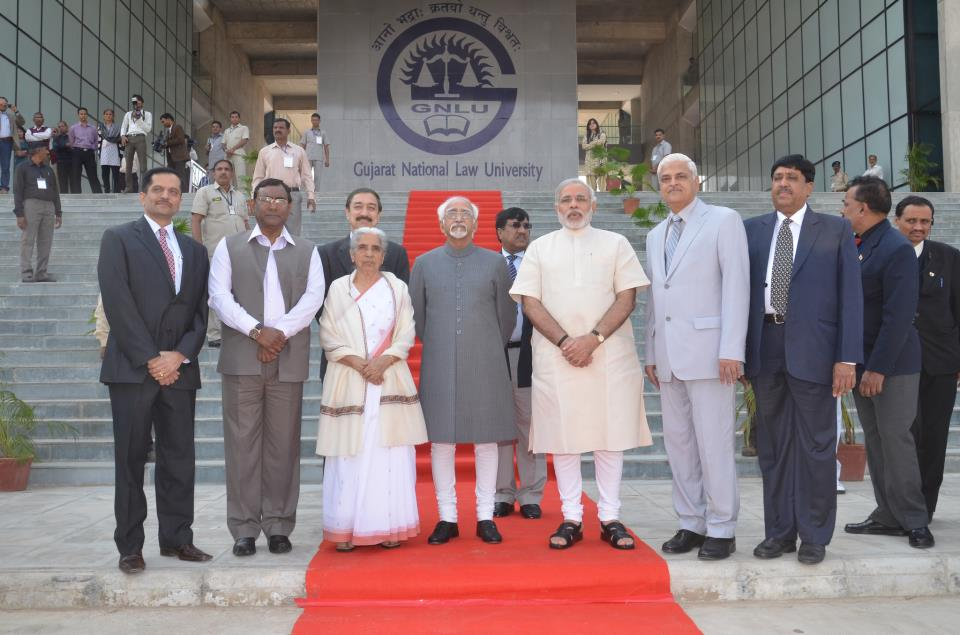
Narendra Modi après la remise de diplômes de l'université nationale de droit du Gujarat (2012).

En juin 1975, la Première ministre Indira Gandhi déclare l'état d'urgence en Inde qui dure jusqu'en 1977. Pendant cette période beaucoup de ses opposants politiques sont emprisonnés et les groupes d'opposition sont interdits. Modi est nommé secrétaire général du «Gujarat Lok Sangharsh Samiti», un comité RSS coordonnant l'opposition à l'état d'urgence au Gujarat. Peu de temps après, le RSS est interdit. Modi est contraint de se réfugier dans la clandestinité et voyage fréquemment déguisé pour éviter d'être arrêté. Il s'implique dans l'impression de brochures s'opposant au gouvernement, en les envoyant à Delhi et en organisant des manifestations. Modi participe également à la création d'un réseau de refuges pour les personnes recherchées par le gouvernement et à la collecte de fonds pour les réfugiés politiques et les militants. Pendant cette période, Modi écrit un livre en gujarati, Sangharsh Ma Gujarat (Dans les luttes du Gujarat), décrivant les événements pendant l'urgence. Parmi les personnes rencontrées dans ce rôle figure un syndicaliste et activiste socialiste, George Fernandes, ainsi que plusieurs autres personnalités politiques nationales. Lors de ses voyages pendant l'urgence, Modi est souvent forcé de se déplacer déguisé, une fois en s'habillant en moine, et une fois en sikh.
Modi s'élève au sein du parti et est nommé membre du Comité national des élections du BJP en 1990, aidant à organiser les rassemblements politiques Ram Rath Yatra de L. K. Advani en 1990 et Ekta Yatra (Journey for Unity) de Murli Manohar Joshi de 1991 à 1992. Cependant, il prend une brève pause de la politique en 1992, afin de créer une école à Ahmedabad ; les frictions avec Shankersingh Vaghela, un député du BJP du Gujarat à l'époque, jouent également un rôle dans cette décision. Modi revient à la politique électorale en 1994, en partie sur l'insistance d'Advani, et en tant que secrétaire du parti, la stratégie électorale de Modi est considérée comme essentielle à la victoire du BJP aux élections de l'assemblée de l'État de 1995. En novembre de cette même année, Modi est élu secrétaire national du BJP et transféré à New Delhi, où il assume la responsabilité des activités du parti dans l'Haryana et l'Himachal Pradesh. L'année suivante, Shankersinh Vaghela, un éminent dirigeant du BJP du Gujarat, fait défection au Congrès national indien (Congrès, INC) après avoir perdu son siège parlementaire aux élections de Lok Sabha. Modi, membre du comité de sélection pour les élections de l'Assemblée de 1998 au Gujarat, favorise les partisans du chef du BJP Keshubhai Patel par rapport à ceux qui soutiennent Vaghela pour mettre fin à la division des factions dans le parti. Sa stratégie est créditée comme clé pour le BJP en remportant une majorité globale aux élections de 1998, et Modi est promu secrétaire général (organisation) du BJP en mai de cette année.

## Ascension politique

### Ministre en chef du Gujarat

#### Premier mandat

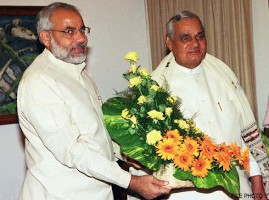
Narendra Modi avec le Premier ministre Atal Bihari Vajpayee, le 12 octobre 2001.

La santé défaillante du ministre en chef du Gujarat Keshubhai Patel (en), des accusations d'abus de pouvoir et de corruption ainsi que la perte de plusieurs sièges lors d'élections partielles, poussent le BJP à chercher un remplaçant. Narendra Modi est alors choisi, malgré l’opposition de L. K. Advani, soucieux de ne pas mettre de côté Patel et du manque d'expérience de Modi. Une proposition est faite à Modi de devenir ministre en chef adjoint dans un gouvernement dirigé par Patel, mais Modi refuse. Le 7 octobre 2001, Modi est finalement nommé ministre en chef du Gujarat, avec la responsabilité de préparer les élections prévues en décembre 2002.

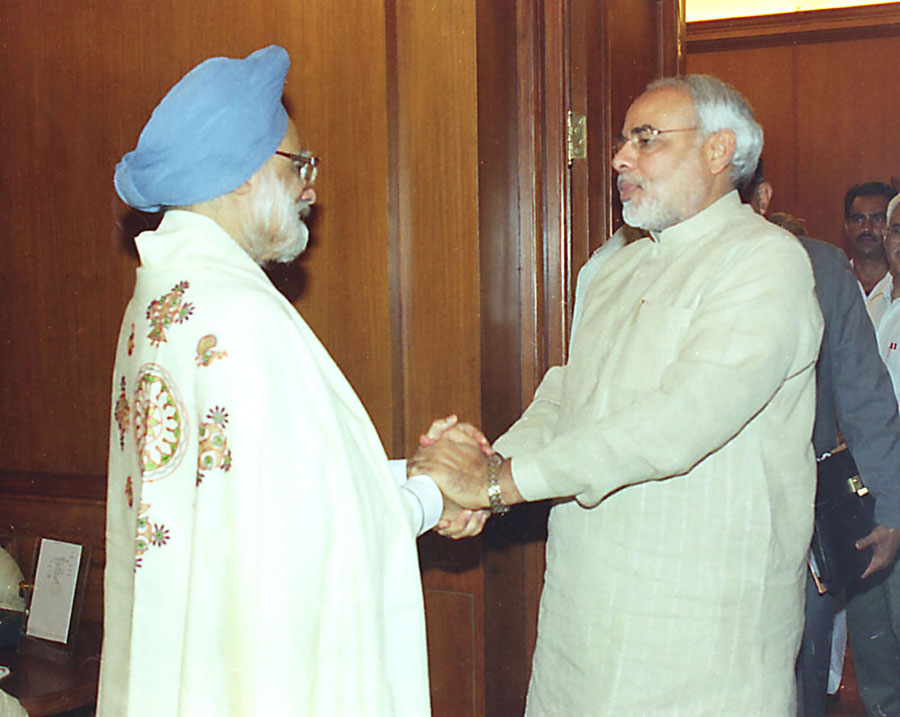
Narendra Modi avec le Premier ministre Manmohan Singh, le 30 juin 2004.

En tant que ministre en chef, Modi souhaite réduire la taille du gouvernement et privatiser des entreprises publiques, malgré les positions « anti-privatisation » du RSS.
Le 27 février 2002, un train transportant plusieurs centaines de passagers dont de nombreux pèlerins hindous, des femmes et des enfants, est incendié près de Godhra, provoquant une soixantaine de morts. La piste de l'accident est privilégiée par la commission d'enquête menée par le juge Justice Banerjee. Néanmoins, pour Narendra Modi et les nationalistes hindous, ce sont les extrémistes musulmans qui ont déclenché le feu à des wagons du train après avoir bloqué les sorties. Une vague de violence antimusulmane se répand alors à travers le Gujarat,, et fait entre 900 et 2 000 morts et plusieurs milliers de blessés,. L'administration de l'État du Gujarat est accusée par des organisations de défense des droits de l'Homme, l'opposition et certains médias, de ne pas avoir pris la mesure des violences voire de les avoir approuvées dans certains cas,. La décision de Modi de faire déplacer les corps brûlés des pèlerins de Godhra à Ahmedabad est également critiquée pour avoir attisé les tensions,.
Toutefois, l'équipe d'investigation spéciale mise en place en avril 2009 par la Cour suprême pour enquêter sur l'implication du gouvernement du Gujarat et de Narendra Modi dans les violences communautaires conclut en 2010 qu'il n'existe pas de preuve que Modi ait intentionnellement autorisé les violences dans l'État. Un documentaire de la BBC de 2023, censuré en Inde, affirme au contraire que Narendra Modi a eu un rôle déterminant en demandant à la police de ne pas intervenir et en laissant se produire les massacres, le viol massif des femmes et la destruction de dizaines de milliers de maisons et de petits commerces. Une enquête, jusqu'alors classifiée, du ministère britannique des affaires étrangères citée dans le documentaire estime également que les émeutes n’auraient pas pu avoir lieu « sans le climat d’impunité créé par le gouvernement de l’Etat ». Les violences avaient pour but de « purger les musulmans des zones hindoues » et présentaient les « caractéristiques d’un nettoyage ethnique »,.
Après la vague de violences communautaires, des appels s'élèvent pour demander la démission de Narendra Modi, y compris parmi les partis alliés du BJP,. Modi démissionne et l'Assemblée législative du Gujarat est dissoute. Le 26 septembre 2014, un tribunal de New York demande à Narendra Modi de répondre dans les 21 jours du chef d'accusation de « tentative de génocide » en relation avec les émeutes antimusulmanes de 2002.
Durant la campagne qui s'ensuit, Modi fait appel à une rhétorique anti-musulmane,,. Sous sa tutelle, le BJP remporte 127 des 182 sièges de l'Assemblée.

#### Deuxième mandat

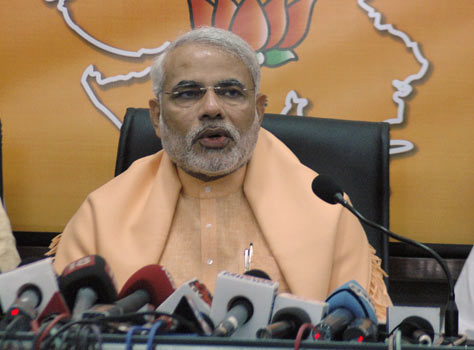
Narendra Modi en conférence de presse en 2007.

Durant son deuxième mandat, Modi s'écarte de l'Hindutva et met en avant le développement économique du Gujarat. Il réduit également l'influence des organisations du Sangh Parivar et écarte certains ministres radicaux.
Le système économique qu'il développe repose sur un capitalisme de connivence : il offre des conditions des plus attractives aux investisseurs à travers notamment de nombreux territoires défiscalisés ; en échange, ces hommes d'affaires financent ses campagnes électorales. La fulgurante ascension de Gautam Adani, petit entrepreneur devenu multimilliardaire et l'un des hommes les plus riches du monde grâce à ses liens avec Narendra Modi, est emblématique de cette politique.
La gestion de Modi du Gujarat se caractérise aussi par la politisation des institutions. Dès 2002 il promeut au sein de la police les officiers qui auront permis au massacre anti-musulman d’avoir lieu et, au contraire, placardise les autres. Le système judiciaire, victime d’intimidation et d’infiltration et affaibli par la multiplication des postes vacants, perd de son autonomie.
Toutefois, selon le Premier ministre Atal Bihari Vajpayee, la défaite du BJP aux élections nationales de 2004 est due aux violences au Gujarat,.
À l'approche des élections de 2007, le BJP met en avant un discours anti-terroriste. Le 18 juillet 2006, Modi critique le Premier ministre Manmohan Singh pour ne pas appliquer la législation antiterroriste : il demande au gouvernement national le droit pour les États d'adopter des lois plus dures et demande l'exécution d'Afzal Guru (en), un complice des attaques de 2001 sur le Parlement indien.
En juillet 2007, Modi devient le ministre en chef du Gujarat étant resté le plus longtemps en fonction. Le BJP remporte les élections de 2007, avec 122 sièges, et Modi entame un troisième mandat.

#### Troisième mandat
En 2010, Modi fait un discours dans lequel il justifie l'assassinat par la police de Sohrabuddin Sheikh (en), un criminel mafieux, en réponse à une attaque de Sonia Gandhi le qualifiant de « marchand de mort ». La Commission électorale indienne met alors Modi en garde, considérant ce discours comme une activité aggravant les tensions entre communautés. Le ministre de l'Intérieur du gouvernement Modi, Amit Shah, est inculpé pour avoir ordonné l’assassinat de Sohrabuddin et deux autres personnes,.

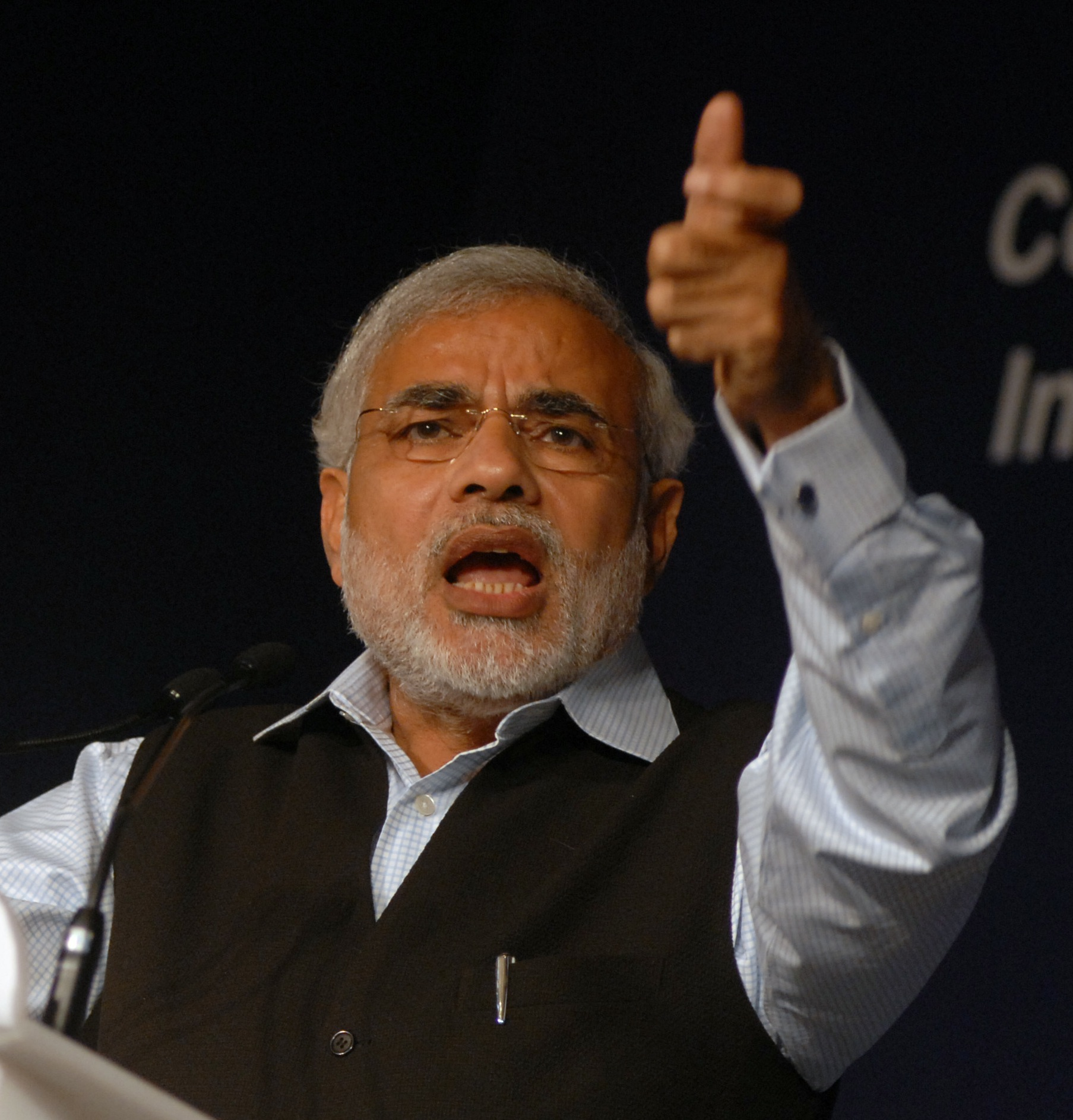
Narendra Modi lors d'un discours au Forum économique mondial.

En 2012, Maya Kodnani, ministre de 2007 à 2009 dans le gouvernement Modi, est condamnée pour sa participation au massacre de Naroda Patiya pendant les violences de 2002,. Après avoir annoncé qu'il demanderait la peine de mort pour Kodnani, le gouvernement commue finalement sa peine en peine de prison en 2013,,.
Fin 2011 et début 2012, Modi entreprend une série de 36 jeûnes de 1 à 3 jours dans huit villes dans le cadre d'une Sadbhavna Mission (« mission de bonne volonté ») afin de se lier à la communauté musulmane du Gujarat. Il annonce croire que sa grève de la faim « renforcera l'environnement de paix, d'unité et d'harmonie au Gujarat ».
Le 25 août 2011, la gouverneure du Gujarat Kamla Beniwal (en) nomme le juge R. A. Mehta au poste de lokayukta (en) (médiateur anti-corruption). Cette décision est prise sans consultation avec le ministre en chef et crée des tensions entre Modi et la gouverneure. Le 25 septembre 2011, Modi accuse Beniwal de former un gouvernement parallèle au Gujarat avec le soutien du Congrès national indien et demande qu'elle soit révoquée.
Le 30 août 2012, Narendra Modi organise un chat sur Google+ avec des citoyens, une nouveauté dans la politique indienne.

#### Quatrième mandat
En décembre 2012, le gouvernement BJP conduit par Narendra Modi est reconduit pour un nouveau mandat, avec 115 sièges sur 182. Modi n'assiste qu'aux cérémonies religieuses hindoues et a des associations importantes avec des chefs religieux hindous. Au cours de sa campagne de 2012, il refuse à deux reprises de porter des vêtements offerts par des dirigeants musulmans. Il maintient cependant des relations avec les Dawoodi Bohra. Sa campagne comprend des références à des problèmes connus pour provoquer une polarisation religieuse, notamment Afzal Guru et le meurtre de Sohrabuddin Sheikh (en). Le BJP n'a nommé aucun candidat musulman pour l'élection de l'Assemblée de 2012. Au cours de la campagne de 2012, Modi tente de s'identifier à l'État du Gujarat, une stratégie similaire à celle utilisée par Indira Gandhi pendant l'état d'urgence et se projette comme protégeant le Gujarat contre la persécution par le reste de l'Inde.
Lors de sa campagne pour les élections à l'Assemblée de 2012, Modi utilise largement des hologrammes et d'autres technologies lui permettant d'atteindre un grand nombre de personnes, ce qu'il répétera aux élections générales de 2014. Lors des élections de l'Assemblée législative du Gujarat en 2012, Modi a remporté la circonscription de Maninagar par 86 373 voix contre Shweta Bhatt, candidate de l'INC et épouse de Sanjiv Bhatt. Le BJP remporte 115 des 182 sièges, conservant sa majorité pendant son mandat et permettant au parti de former le gouvernement (comme il l'avait fait au Gujarat depuis 1995). Lors d'élections partielles ultérieures, le BJP a remporte quatre autres sièges à l'Assemblée et deux sièges Lok Sabha détenus par l'INC, bien que Modi n'ait pas fait campagne pour ses candidats. En 2013, le Wharton India Economic Forum (WIEF) de la Wharton School de l'Université de Pennsylvanie annule un discours liminaire par vidéoconférence de Modi à la suite des protestations des Indo-Américains.

#### «Miracle» économique du Gujarat
Le gouvernement de Narendra Modi est salué pour le dynamisme économique et la croissance du Gujarat, avec notamment le slogan « Vibrant Gujarat »,,,. Toutefois, des critiques pointent le manque de progrès dans la lutte contre la pauvreté, la malnutrition et pour l'éducation,. Le Gujarat est classé en 13e position en Inde pour son taux de pauvreté, 21e pour l'éducation et 23 % des enfants de moins de cinq ans sont mal nourris, un chiffre jugé « alarmant ».
Le gouvernement du Gujarat indique toutefois que l'État a fait mieux que l'Inde au niveau national dans l'amélioration de différents indicateurs, comme l'éducation des femmes, et que la mortalité maternelle a baissé de 32 % de 2001 à 2011.
Le politologue Christophe Jaffrelot relève que le développement du Gujarat a été limité aux classes urbaines moyennes, alors que les zones rurales et les basses castes ont été marginalisées. Il indique que, sous Modi, le nombre de familles sous le seuil de pauvreté a augmenté, particulièrement chez les Adivasis et les Dalits. En juillet 2013, Amartya Sen critique la gouvernance de Narendra Modi : « les résultats en termes d'éducation et de santé sont assez mauvais ».
En revanche, les économistes Arvind Panagariya (en) et Jagdish Bhagwati notent que les indicateurs sociaux du Gujarat se sont améliorés par rapport à un point de départ plus bas que dans d'autres États indiens. Ils pointent notamment le taux d'illettrisme en baisse et l'amélioration rapide d'indicateurs de santé.

### Premières responsabilités nationales
En mars 2013, Narendra Modi est nommé membre du bureau parlementaire du BJP, la plus haute instance du parti, et président du comité central de campagne,.
L.K. Advani, chef historique du BJP, démissionne de toutes ses fonctions au sein du BJP à la suite de ces nominations, mais revient sur ses démissions le lendemain, à la demande de Mohan Bhagwat (en), chef du RSS.
En septembre 2013, le BJP annonce que Narendra Modi sera son candidat au poste de Premier ministre lors des élections générales de 2014, qui sont largement remportées par le BJP. Le 20 mai 2014, le président Pranab Mukherjee le nomme Premier ministre. Le lendemain, il démissionne de ses fonctions de ministre en chef du Gujarat. Sa prestation de serment se déroule le 26 mai 2014.

## Premier ministre

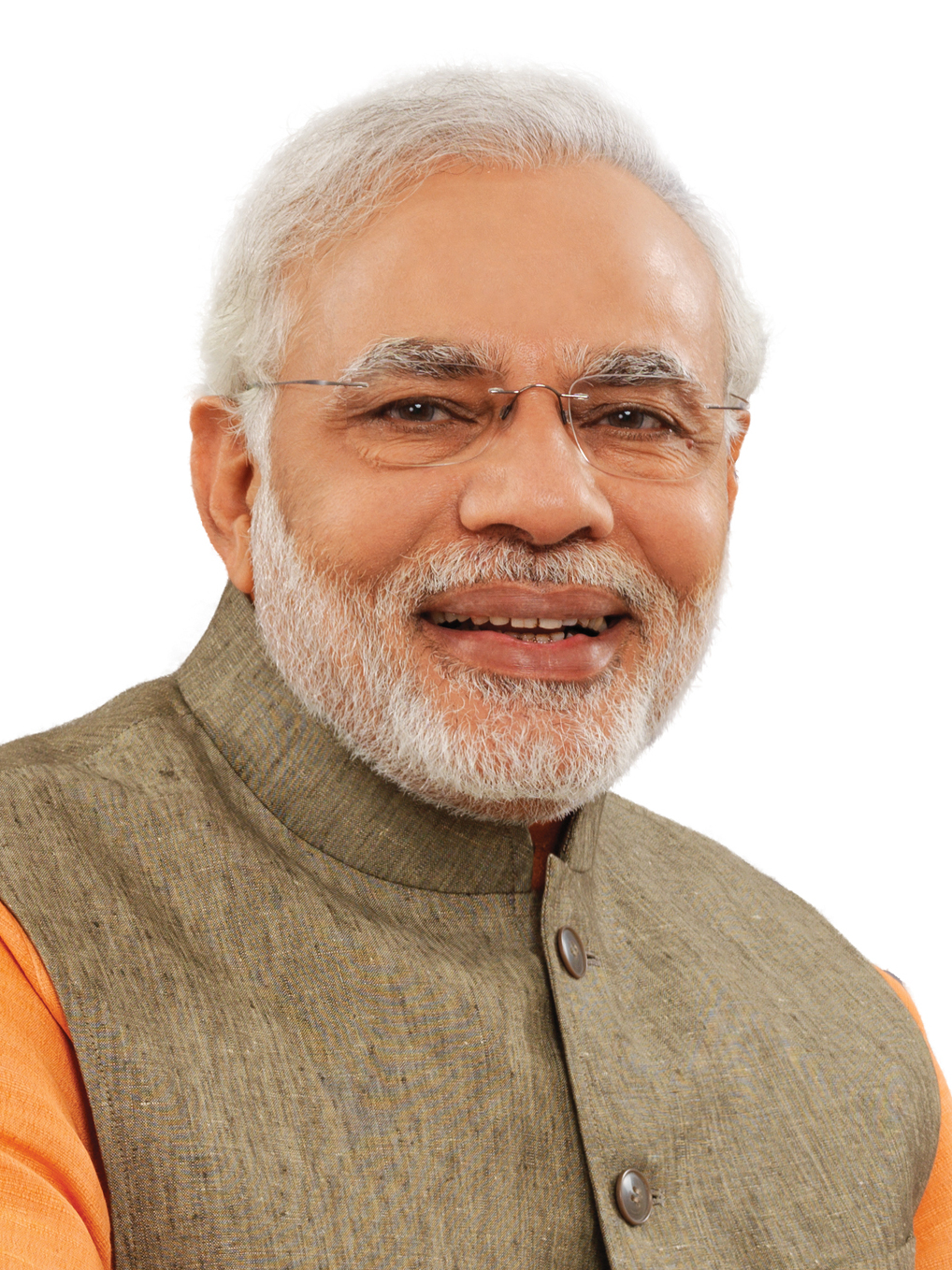
Narendra Modi en 2014.

### Élections législatives de 2014

#### Candidat comme Premier ministre
Narendra Modi reçoit la direction de la campagne électorale 2014 de Lok Sabha par le comité de travail du BJP à Goa. Lors de la réunion du conseil parlementaire du 13 septembre 2013, il est déclaré candidat au poste de Premier ministre pour les prochaines élections à la Lok Sabha,. Le chef du parti, LK Advani, n'est pas présent à l'occasion et est annoncé par le président du parti Rajnath Singh. Après que Modi soit déclaré candidat au poste de Premier ministre, il remet la direction de la campagne électorale à Rajnath Singh. Après avoir été nommé candidat au poste de Premier ministre, le premier rassemblement de Modi a lieu dans la ville de Rewari, dans la province de Haryana.
En tant que candidat député, il dispute deux sièges de la Lok Sabha, Varanasi et Vadodara et remporte largement les deux circonscriptions,.

#### Campagne

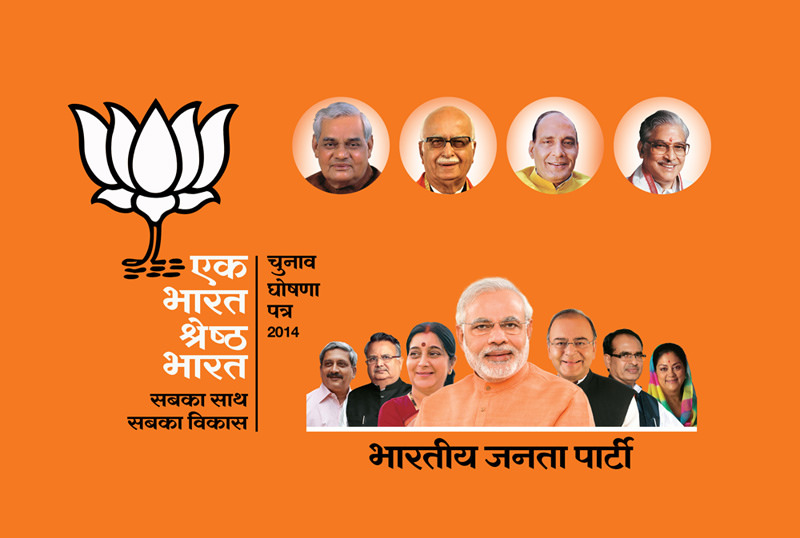
Photo de couverture de l'élection du parti Bharatiya Janata.

Modi joue un rôle dominant dans la campagne électorale du BJP. Plusieurs personnes qui ont voté pour le BJP déclarent que si Modi n'avait pas été le candidat au poste de Premier ministre, elles auraient voté pour un autre parti. L'accent mis sur Modi en tant qu'individu est inhabituel pour une campagne électorale du BJP. L'élection est décrite comme un référendum sur Narendra Modi.
Modi rencontre sa mère après avoir remporté les élections de 2014.
Pendant la campagne, Modi se concentre sur les scandales de corruption sous le précédent gouvernement INC et joue sur son image d'homme politique qui a créé un taux élevé de croissance du PIB au Gujarat. Modi se projette comme une personne qui peut apporter un « développement », sans se concentrer sur aucune politique spécifique. Son message trouve le soutien des jeunes Indiens et des citoyens de la classe moyenne. Le BJP sous Modi peut minimiser les préoccupations concernant la protection des minorités religieuses et l'engagement de Modi à la laïcité, domaines dans lesquels il avait déjà été critiqué. Avant les élections, l'image de Modi dans les médias est centrée sur son rôle dans les émeutes du Gujarat de 2002, mais pendant la campagne, le BJP peut se concentrer sur l'idéologie néolibérale de Modi et le modèle de développement du Gujarat, bien que Hindutva soit resté une partie importante de sa campagne. La campagne du BJP est soutenue par sa large influence dans les médias. La campagne éclair de Modi coûte environ 50 milliards de livres sterling (700 millions de dollars américains) et reçoit un soutien financier important de la part d'entreprises donateurs. En plus des méthodes de campagne plus conventionnelles, Modi utilise largement les médias sociaux et aborde plus de 1000 rassemblements via des apparitions d'hologrammes.

#### Position de Modi à l'élection de Lok Sabha 2014
Trois grandes enquêtes menées par des agences de presse et des magazines déclarent Narendra Modi comme le premier choix du public pour le poste de Premier ministre,. Selon le sondage AC Voter Poll Survey, l'annonce de Narendra Modi en tant que candidat au poste de Premier ministre devrait augmenter la part des voix de la NDA de cinq pour cent de 189 à 220 sièges. Sur les 100 premières entreprises indiennes parmi les résultats publiés par Nielsen Holding et Economic Times en septembre 2013, 6 entreprises décrivent Narendra Modi et 7 comme le Premier ministre. L'économiste lauréat du prix Nobel Amartya Sen déclare dans une interview qu'il ne considère pas Modi comme un meilleur Premier ministre. À son avis, son acceptation parmi les musulmans peut être discutable, tandis que Jagdish Bhagwati et Arvind Panagariya trouvent que l'économie de Modi est meilleure. Des narrateurs comme le gourou du yoga Swami Ramdev et Murari Bapu soutiennent  Narendra Modi.
Après avoir été déclaré candidat du Premier ministre par le parti, Narendra Modi voyage dans toute l'Inde. Durant cette période, parcourant trois kilomètres de lakh, un total de 5824 programmes sont organisés dans le pays, dont 734 grands rassemblements électoraux, réunions en 3D et discussions sur le thé, etc. Il commence la campagne électorale de Jammu le 24 mars 2014 avec la bénédiction de sa mère Vaishno Devi et se termine à Ballia, la ville natale de Mangal Pandey. Après l'indépendance, le peuple indien connaît une magnifique campagne électorale. Non seulement cela, sous la direction de Narendra Modi, le parti Bharatiya Janata remporte également un succès sans précédent lors des élections de 2014.

#### Résultat des élections de 2014

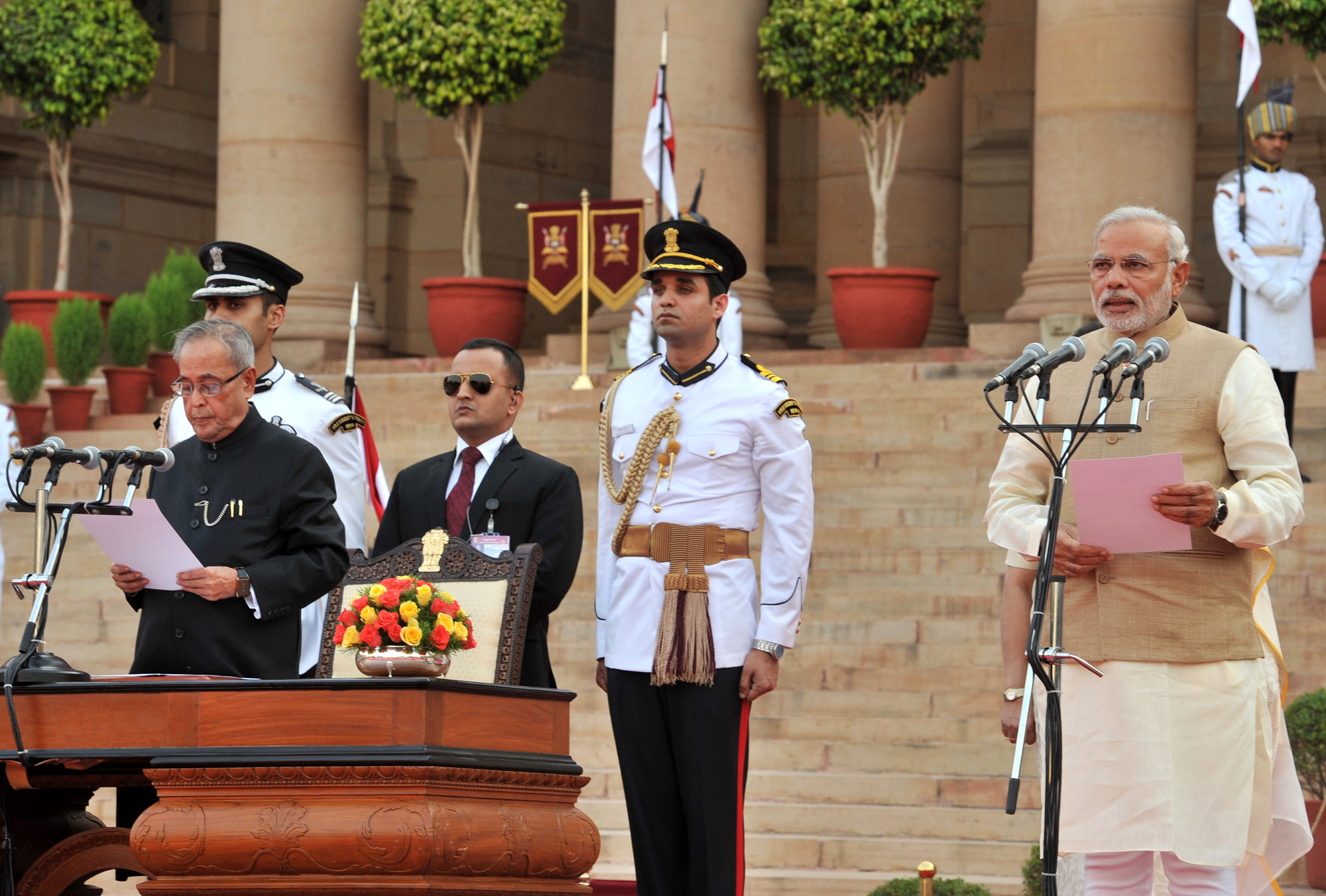
Narendra Modi est assermenté en tant que Premier ministre en 2014 par le président de l'époque Pranab Mukherjee.

Le BJP remporte 31 % des voix et double plus que son total dans le Lok Sabha à 282, devenant ainsi le premier parti à remporter à lui seul la majorité des sièges depuis 1984. L'insatisfaction des électeurs à l'égard de l'INC, ainsi que des partis régionaux en Inde du Nord, est une autre raison du succès du parti couplé au soutien du RSS. Dans des États comme l'Uttar Pradesh, dans lesquels le BJP a bien performé, il attire un soutien exceptionnellement élevé des hindous des castes supérieures, bien que les 10 % des votes musulmans remportés soient plus que ce qu'il avait gagné auparavant. Cette performance est tout aussi exceptionnelle dans les régions du pays qui avaient récemment connu des violences entre hindous et musulmans. L'ampleur de la victoire du BJP conduit de nombreux commentateurs à dire que l'élection constitue un réalignement politique loin des partis progressistes et vers la droite. Le tweet de Modi annonçant sa victoire est décrit comme étant emblématique du réalignement politique loin d'un État laïque et socialiste vers le capitalisme et le nationalisme culturel hindou.

### Premier mandat

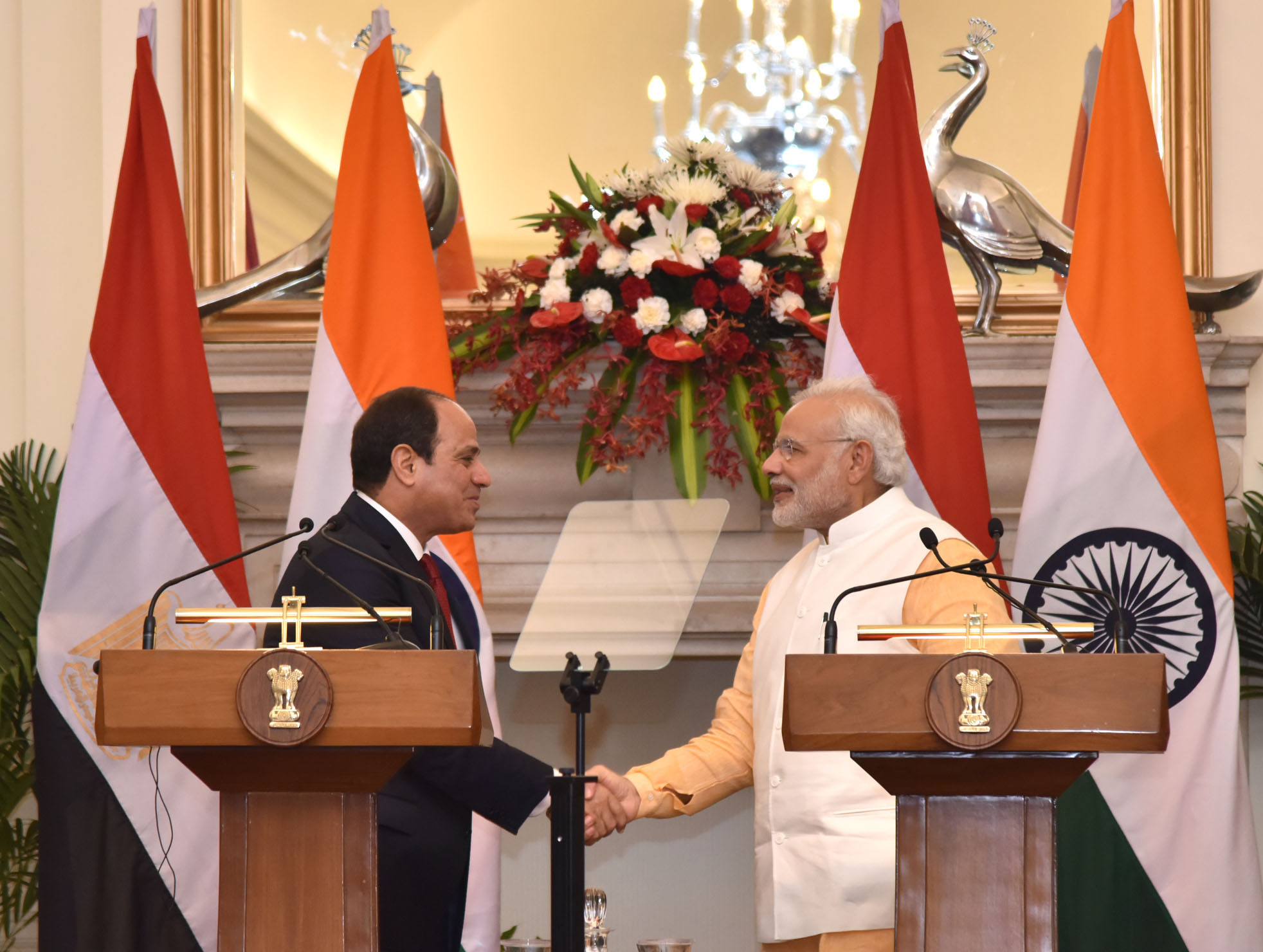
Narendra Modi avec le président égyptien Abdel Fattah al-Sissi (New Delhi, 12 juillet 2014).

Le 9 novembre 2014, Modi crée le ministère du yoga à l'issue d'un remaniement ministériel. Le rôle de ce ministère, dirigé par Shripad Yesso Naik, est de promouvoir le yoga et de développer l'ensemble des médecines traditionnelles de l'Inde telles que l'ayurveda, les médecines unani et siddha, ainsi que l'homéopathie et la naturopathie,. En décembre 2014, l'Assemblée générale des Nations unies adopte à 177 voix (sur 193), une résolution initiée en septembre par Modi, invitant les pays membres à soutenir l'idée d'une « Journée internationale du yoga », le 21 juin, afin de faire connaître les bienfaits de la pratique du yoga, qui a la capacité de « rassembler toute l’humanité »,. Cette récupération du yoga par Modi est dénoncée par l'opposition qui y voit une utilisation politique de propagande.
Son gouvernement fait l'objet de critiques pour la répression des défenseurs des droits de l’homme et journalistes sous couvert d'une loi anti-terroriste très sévère. D'après Christophe Jaffrelot « les années du gouvernement de Narendra Modi sont marquées par une dégradation de l’État de droit, que ce soit en matière de justice ou de police. Finalement, le pouvoir est en passe d’établir de facto un État hindou, en prétendant laisser s’exprimer la volonté du « peuple » et respecter « ses sentiments religieux ». »

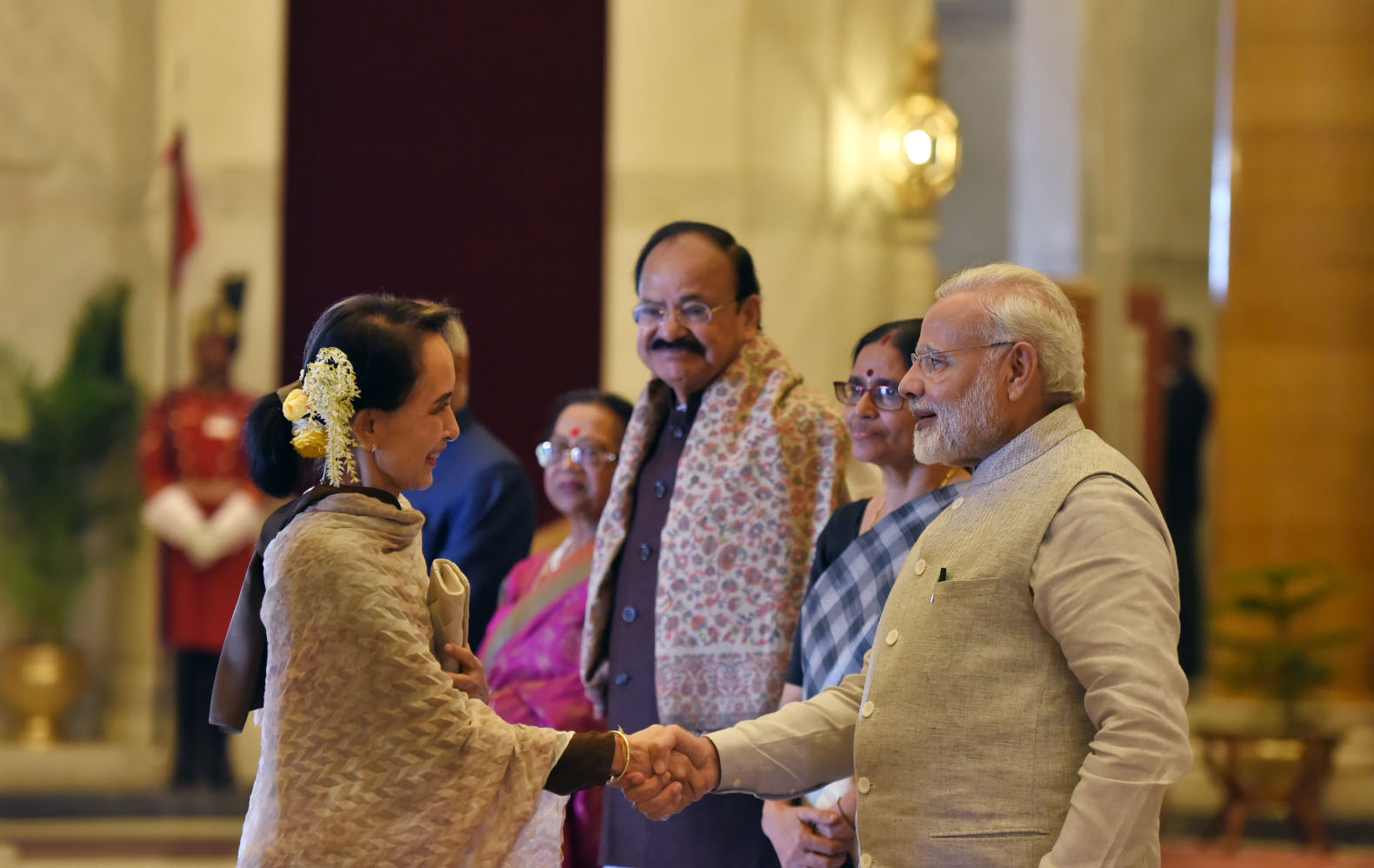
Narendra Modi et Aung San Suu Kyi en 2018.

Fin 2016, parait en Inde l'ouvrage de la journaliste Swati Chaturvedi (en) I Am a Troll. Inside the secret world of the BJP’s digital army. Un article du Monde indique en 2017 que l'ouvrage « décrit pour la première fois les campagnes orchestrées sur les réseaux sociaux par les membres du BJP [qui] attaquent violemment tous ceux qui osent critiquer Narendra Modi. [...] Les petites mains de la propagande gardent un œil sur l’activité des idéologues du mouvement et les épaulent en cas d’offensive. [...] Tout en haut de la pyramide, il y a M. Modi lui-même, le dirigeant qui compte le plus d’abonnés (32,2 millions) sur Twitter dans le monde après Donald Trump, qui a promu dans son cabinet un conseiller chargé des réseaux sociaux au rang de joint secretary, l’un des plus élevés de la fonction publique. Un gage de modernité dans un pays où la moitié de la population a moins de 24 ans, et surtout un moyen de contourner les médias traditionnels. Depuis qu’il a été élu premier ministre, M. Modi n’a donné aucune conférence de presse, mais poste régulièrement des messages sur les réseaux sociaux. « Son parti utilise le réseau WhatsApp, très répandu dans le pays, pour diffuser des informations biaisées ou des rumeurs », ajoute Swati Chaturvedi. » Plusieurs auteurs relèvent le discours populiste,, voire national-populiste de Modi.

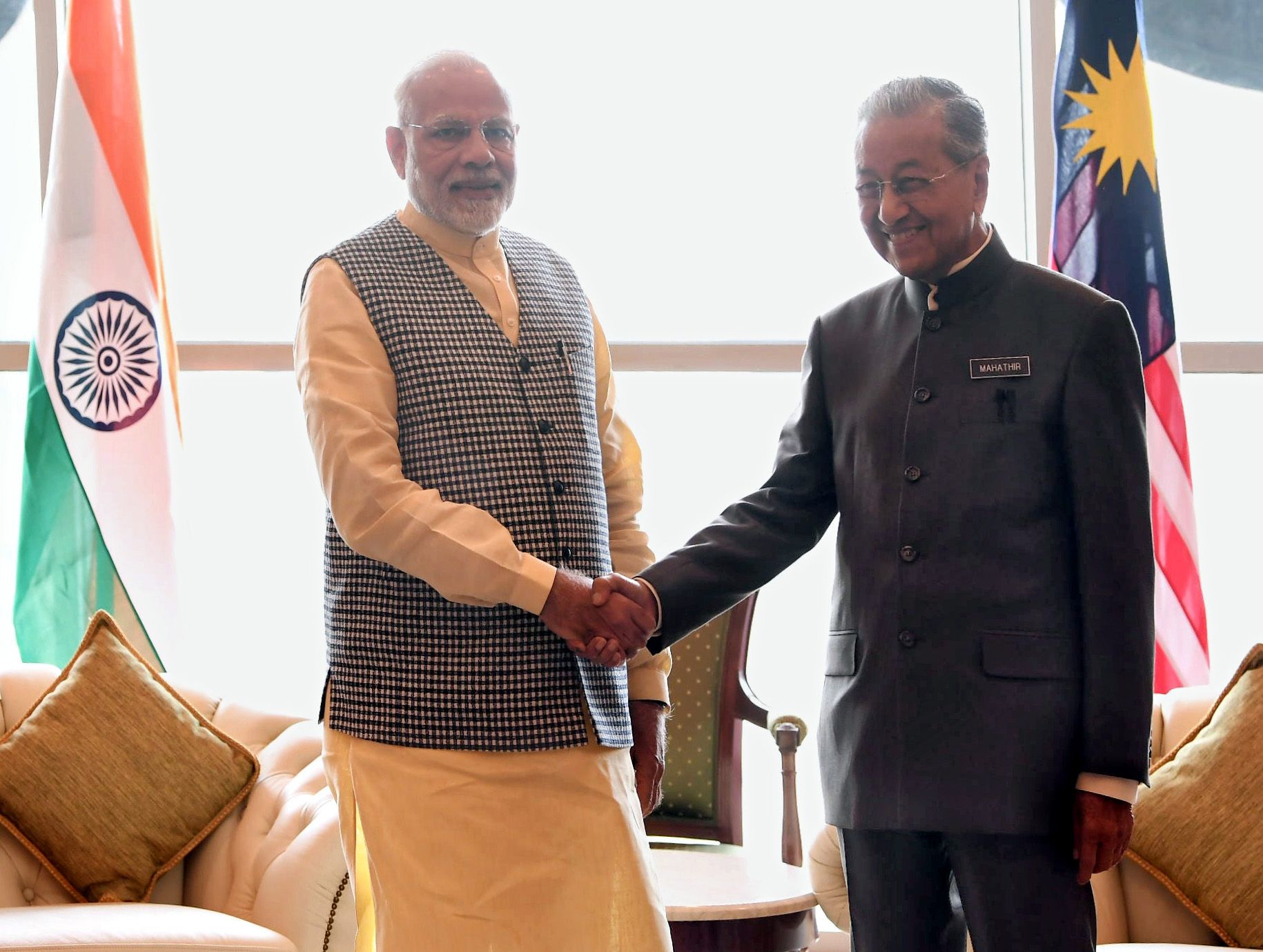
Narendra Modi et le Premier ministre malaisien Mahathir Mohamad en 2018.

Les syndicats de travailleurs déclenchent une grève générale de deux jours en janvier 2019, protestant contre des « modifications brutales de la législation du travail en faveur du patronat »,. À l'approche des élections législatives d'avril et mai 2019, il entreprend de remobiliser sa base électorale en instaurant un quota de 10 % de places réservées aux castes supérieures dans l’emploi public et l’université. Dès son accession au pouvoir Modi fait modifier le mode de calcul du PIB, permettant de gonfler artificiellement les chiffres de la croissance (qui se situe à 6-7 % par an mais ne permet pas d'absorber la douzaine de millions de travailleurs arrivant sur le marché de l'emploi chaque année). Le taux de chômage est si considérable que le ministère du Travail ne communique plus de statistiques. En 2018, la compagnie des chemins de fer a reçu 19 millions de candidatures pour 63 000 postes. Les secteurs bancaire et ferroviaire commencent à être privatisés. Les budgets de la santé et de l'éducation, déjà très faibles (respectivement 1,2 % et 0,6 % du PIB), sont réduits, de mème que d'autres dépenses sociales : aides à l'emploi, allocations aux cantines scolaires, plans pour l'accès à l'eau potable. Sur la question du droit du travail, des amendements votés en 2018 restreignent davantage les activités syndicales et tendraient à faciliter les licenciements et à allonger la durée de travail hebdomadaire des salariés.

### Élections législatives de 2019

#### Campagne
Le 13 octobre 2018, Modi est nommé de nouveau candidat du BJP au poste de Premier ministre pour les élections générales de 2019. Le principal militant du parti est le président du BJP, Amit Shah. Modi lance la campagne Main Bhi Chowkidar avant les élections générales. En 2018, le parti de la fin, la deuxième plus grande alliance du parti Telugu Desam, se sépare de la NDA sur la question du statut spécial de l'Andhra Pradesh.
La campagne est lancée par Amit Shah le 8 avril 2019. Au cours de la campagne, Modi est pris pour cible par l'opposition sur des allégations de corruption liées à l'accord Rafale avec le gouvernement français. Soulignant cette controverse, la campagne "Chowkidar Chor Hai" est lancée, qui est un anti au slogan "Main Bhi Chowkidar". Modi  fait des questions de défense et de sécurité de la nation est considéré comme l'un des principaux sujets de la campagne électorale, en particulier après l'attaque de Pulwama, et l'attaque de représailles de la frappe aérienne de Balakot est considérée comme la réalisation de l'administration Modi. L'autre sujet considéré dans les campagnes est le développement et les bonnes relations extérieures dans le premier poste de Premier ministre.

#### Position aux législatives nationales de 2019
Tout au long de la campagne électorale de 2019, Narendra Modi est le seul visage du Premier ministre indien[Quoi ?]. Pour cette raison, l'élection est considérée comme une confrontation démocratique et est appelée l'aube d'un système à parti unique. Il n'y a pas non plus de visage fort pour le poste de premier ministre de l'opposition. De nombreux dirigeants et saints hindous exhortent leurs partisans à voter pour Narendra Modi en raison de leurs idéaux Hindutva. De nombreux acteurs et acteurs de Bollywood tels que Vivek Oberoi, Kangana Ranaut, Hansraj Hans, Anupam Kher, Payal Rohatgi et d'autres exhortent également les gens à voter pour Narendra Modi lors des prochaines élections. De nombreux acteurs et actrices de Bollywood, dont Anurag Kashyap, Naseeruddin Shah et d'autres, demandent au public de voter contre Narendra Modi pour sauver la laïcité en Inde. Modi est également critiqué par l'opposition sur le souci de la sécurité des minorités religieuses comme les musulmans et les chrétiens en raison de la montée du nationalisme hindou dans le pays,. Modi parle de la défense et la sécurité nationale est considérée comme l'un des sujets les plus importants de la campagne électorale, en particulier après que l'attaque de Pulwama et la contre-attaque des frappes aériennes de Balakot aient été comptées comme des réalisations de l'Gouvernement de Narendra Modi.

#### Résultat des élections
Modi conteste l'élection de Lok Sabha de Varanasi en tant que candidat. Il remport le siège en battant Shalini Yadav du parti Samajwadi, qui bat l'alliance SP-BSP par une marge de 479 505 voix. Modi est nommé à l'unanimité Premier ministre par l'Alliance nationale démocratique pour la deuxième fois après que l'alliance a remporté les élections pour la deuxième fois, remportant 303 sièges, le BJP obtenant à lui seul 353 sièges au Lok Sabha.

### Second mandat

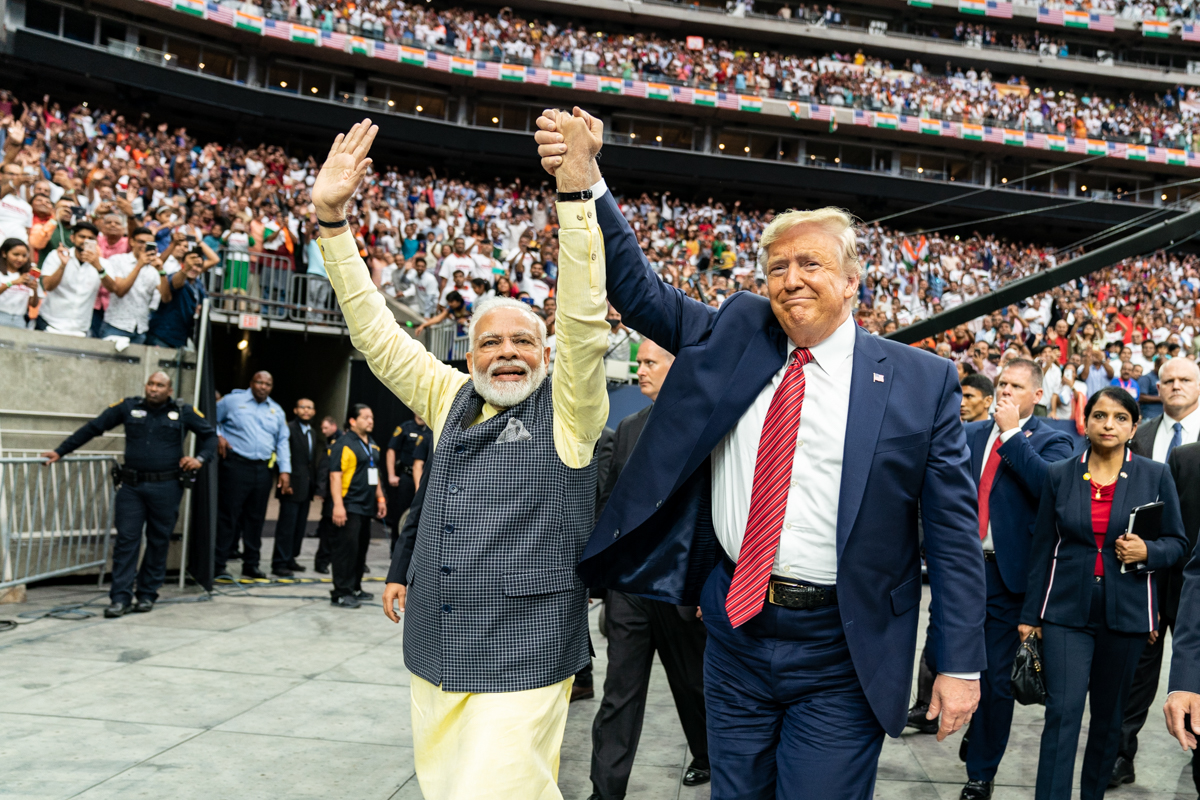
Narendra Modi et le président américain Donald Trump en 2019.

Bien que controversé,,, et malgré une aggravation des tensions ethniques et des difficultés économiques, il est le favori des élections législatives d'avril et mai 2019.
Modi mise sur l’exaltation du nationalisme et sa personne pour remporter un deuxième mandat. Le politologue Christophe Jaffrelot indique : Modi s’érige en protecteur des Indiens contre la menace extérieure pakistanaise, chinoise et islamiste – cette dernière recouvrant des cibles intérieures, les musulmans du Cachemire, de manière plus ou moins explicite. Sa campagne diffère de celle de 2014, où il avait mis en avant le développement économique et les créations d’emplois, domaines pour lesquels il n’a pas tenu ses promesses. Le seul thème de 2014 qu’on retrouve aujourd’hui, c’est la critique du Parti du Congrès, dont Modi dénonce le caractère dynastique et corrompu. [...] Le national-populisme de Modi s’exprime d’abord par le rejet des élites, notamment l’establishment du Parti du Congrès, au nom de la plèbe dont le premier ministre dit être issu – ce qui ne l’empêche pas de recevoir le soutien des milieux d’affaires ; deuxièmement, par sa défense des hindous contre les dangers que feraient peser sur eux les minorités et des puissances étrangères – cette dimension xénophobe expliquant qu’on parle ici de « national-populisme ». Troisièmement, par un style politique où l’homme fort, paré de vertus parfois surhumaines, entre en relation directe avec son peuple par toutes sortes de moyens de communication.

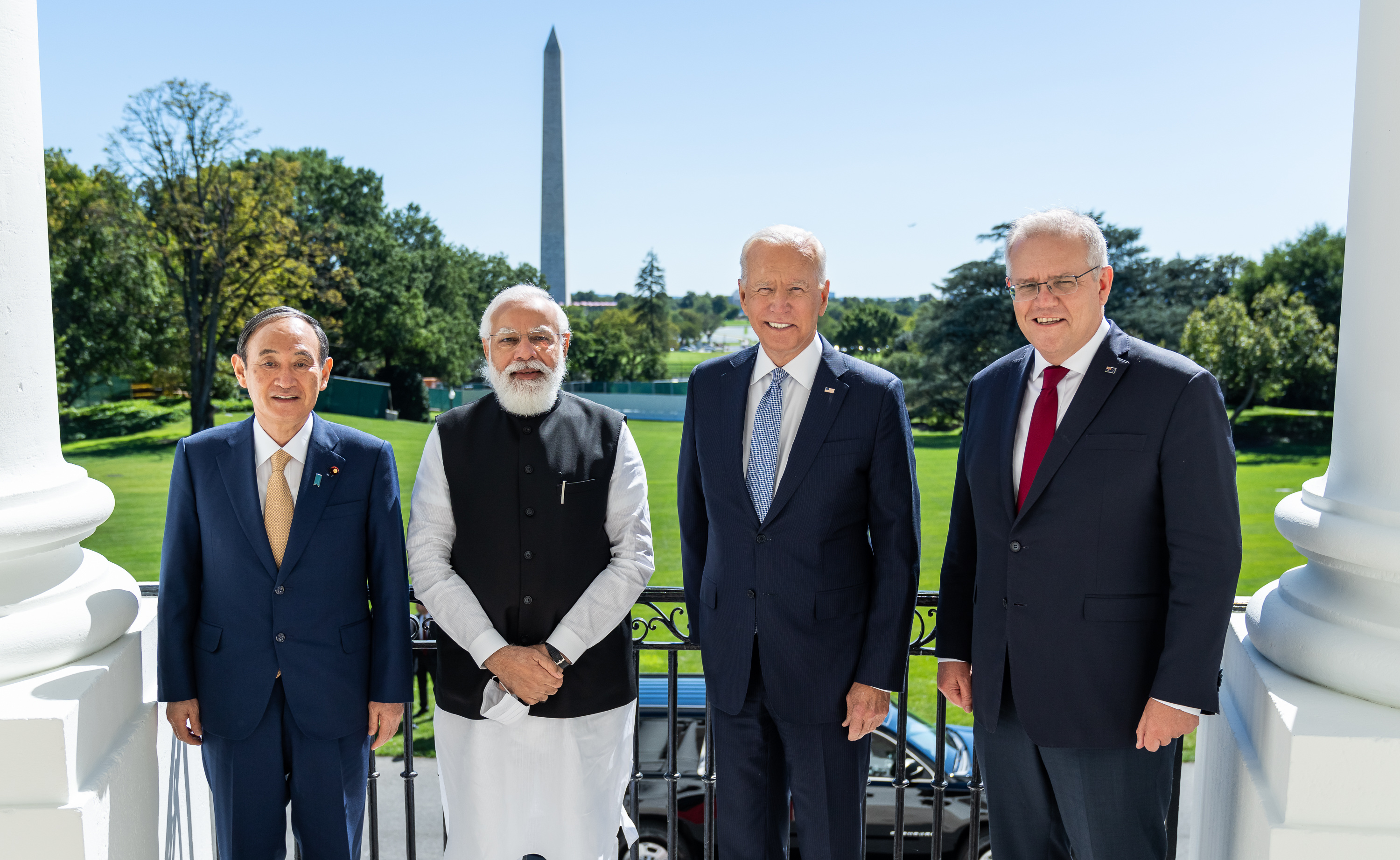
Narendra Modi avec le président américain Joe Biden à sa gauche, à sa droite le premier ministre japonais Yoshihide Suga et le premier ministre australien Scott Morrison à la Maison-Blanche (Washington, 24 septembre 2021).

À l'issue des six semaines de votes, Modi remporte un second mandat avec une très large majorité. Une victoire dans de telles proportions était inattendue. Courrier international indique : Le triomphe du Premier ministre indien aux élections législatives s’explique, d’après la presse locale, par sa capacité, nouvelle, à transcender les clivages de caste et de classe sociale. Et par les changements réels qu’il a apportés dans la vie quotidienne des plus pauvres. [...] Les nationalistes hindous ont obtenu 37 % des voix contre 31 % en 2014, ce qui leur permet d’avoir 303 députés à la chambre sur un total de 542, contre 282 précédemment. « L’ampleur de la victoire est telle que le débat politique est désormais vain », estime l’Indian Express.
Alors que les finances publiques du pays se sont fortement dégradées sous l’effet de la pandémie de Covid-19 (avec de nombreuses faillites d’entreprises, une envolée du chômage, un effondrement de la consommation des ménages), le projet de loi de finances pour l’année 2021-2022 prévoit des privatisations importantes : deux banques publiques – l’IDBI de Bangalore et la Bank of Maharashtra –, la compagnie maritime Shipping Corporation of India, le transporteur de fret Container Corporation of India, les chemins de fer nationaux Indian Railways, le constructeur d’engins de chantier Bharat Earth Movers ; l’entreprise de transport par hélicoptère Pawan Hans ou encore l’exploitant de minerais Neelachal Ispat Nigam sont concernés.
Après une année de manifestations paysannes, Narendra Modi renonce en novembre 2021 à son projet de libéralisation du secteur agricole. Depuis son arrivée au pouvoir, c'est la première fois qu'il recule sur l'une de ses grandes réformes.
Il remporte une victoire en demi-teinte aux élections législatives de 2024 : il conserve le pouvoir mais perd sa majorité au Parlement et se trouve contraint de s'allier à des partis régionaux. Pour les contenter, il abandonne au début de son troisième mandat trois projets de lois visant les musulmans, les castes défavorisées et les médias indépendants. Le recul électoral du BJP est lié à l'échec du gouvernement sur les questions sociales, particulièrement au très fort taux de chômage chez les jeunes (estimé à 45 % par le Center for Monitoring Indian Economy).

## Autoritarisme

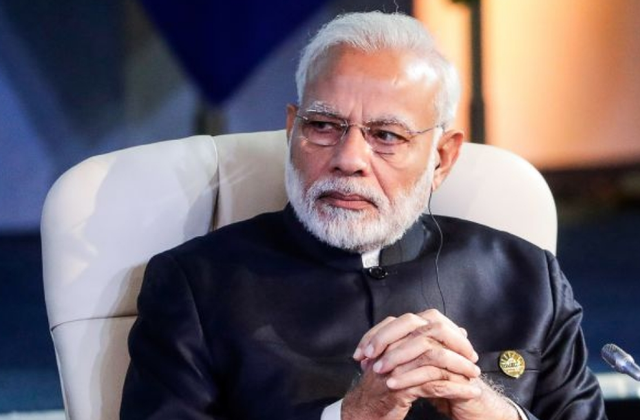
Narendra Modi en 2020.

L'Inde est progressivement devenue une "démocratie ethnique" dominée par les hindous depuis l'arrivée au pouvoir de Narendra Modi et de son parti nationaliste en 2014. Les individus issus de minorités n'ont pas les mêmes droits que la majorité, n'étant plus considérés que comme des citoyens de second rang. Des groupes de militants nationalistes se sont organisés en milice et patrouillent dans la rue et sur les campus universitaires pour empêcher les jeunes musulmans de fréquenter de jeunes hindoues. Ils tentent également de dissuader les musulmans d’acquérir ou d’occuper des logements dans les quartiers à majorité hindoue. Le nombre de crimes de haine contre les minorités musulmanes et chrétiennes a augmenté de 300 % depuis l’arrivée de Modi au pouvoir selon une étude de 2023 de l’université américaine du Massachussets. En outre, plusieurs États gouvernés par le BJP ont voté des lois rendant les mariages inter-religieux et les conversions très difficiles. L'indépendance de la presse a fortement diminué. Le BJP entretient des liens étroits avec les oligarques indiens, qui ont acquis de nombreux médias, surtout dans l'audiovisuel. Les médias indépendants font pour leur part l'objet de "pressions via des descentes de police, des enquêtes administratives et fiscales, ou se voient privés de contrats publicitaires", selon Meenakshi Ganguly, responsable de l'organisation Human Rights Watch. Leurs reporters sont fréquemment arrêtés et parfois emprisonnés sans procès. L'Inde a constamment reculé dans le classement sur la liberté de la presse de Reporters sans frontières ; en 2023, elle pointe à la 161e place sur 180 pays.

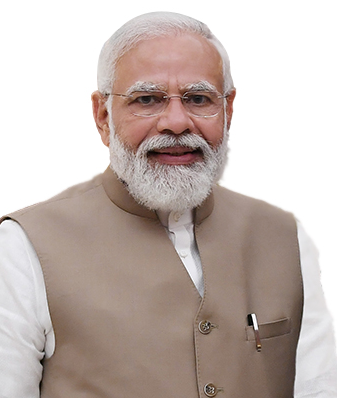
Narendra Modi en 2022.

Les partis d'opposition font également l'objet de pressions et de tentatives d'intimidation. Le cas le plus emblématique est celui de Rahul Gandhi, leader du parti du Congrès, condamné en 2023 à deux ans de prison pour diffamation à l'encontre de Narendra Modi, ce qui le rend inéligible aux législatives de 2024, pour lesquelles il apparaissait comme le rival le plus sérieux à Modi pour la fonction de premier ministre.
Le Parlement a par ailleurs été "réduit à une chambre d'enregistrement des décisions de l'exécutif", selon l'universitaire Christophe Jaffrelot. "Narendra Modi gouverne beaucoup par ordonnances. Lorsqu'une loi est présentée aux élus, elle est souvent introduite au moment du vote, sans débat préalable". La Commission électorale indienne est désormais soumise au gouvernement, ses membres étant nommés par le chef de l'Etat.
Les nationalistes ont également entrepris la révision des programmes scolaires pour en supprimer les passages consacrés à l'assassinat de Gandhi, à l'héritage culturel de l'Empire moghol et aux émeutes de 2002 au Gujarat.

## Vie privée et image publique

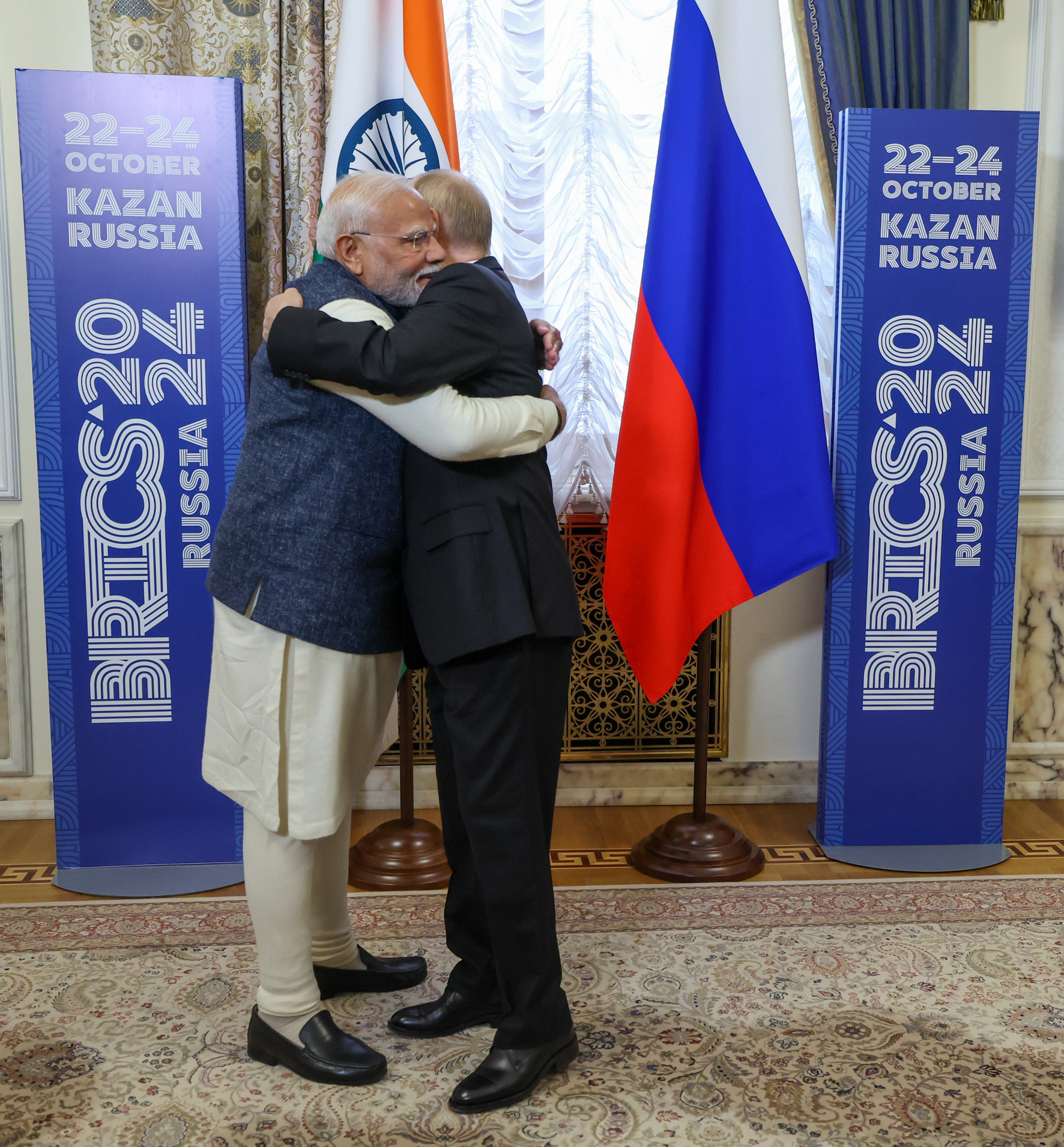
Narendra Modi avec Vladimir Poutine au sommet des BRICS à Kazan, en Russie (22 octobre 2024).

Conformément à la tradition Ghanchi, le mariage de Modi a été arrangé par ses parents quand il était enfant. Il était fiancé à 13 ans à Jashodaben Modi (en) et l'a épousée à l'âge de 18 ans. Ils ont passé peu de temps ensemble et se sont séparés lorsque Modi a commencé deux ans de voyage, y compris des visites aux ashrams hindous. Apparemment, leur mariage n'a jamais été consommé et il l'a gardé secret parce que sinon, il n'aurait pas pu devenir un «promoteur» dans le puritain Rashtriya Swayamsevak Sangh. Il a gardé ce secret pendant la majeure partie de sa carrière.
Modi entretenait une relation étroite avec sa mère, Hiraben, décédée en décembre 2022.
Végétarien et abstème, Modi a un style de vie frugal et est considéré comme un bourreau de travail et comme un introverti. La publication de Modi du 31 août 2012 sur Google Hangouts a fait de lui le premier homme politique indien à interagir avec les citoyens sur un chat en direct. Modi a également été qualifié d'icône de la mode pour sa kurta à demi-manches, parfaitement repassée, ainsi que pour un costume avec son nom brodé à plusieurs reprises dans les rayures qu'il portait lors d'une visite d'État du président américain Barack Obama, qui a attiré l'attention publique et  médiatique ainsi que les critiques. Modi a été décrit par les chercheurs et les biographes comme une personnalité énergique, arrogante et charismatique.

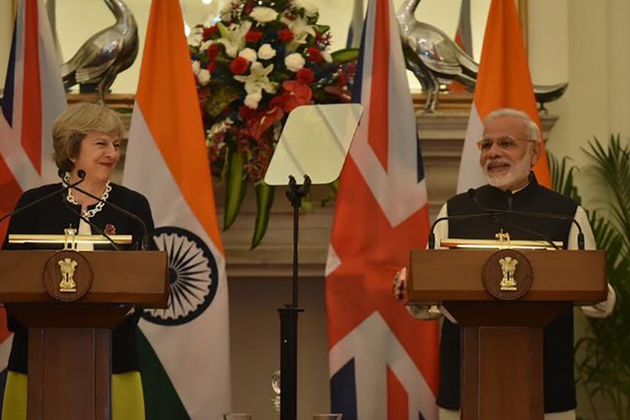
Narendra Modi avec Theresa May (7 novembre 2016).

Il avait publié un livre gujarati intitulé Jyotipunj en 2008, contenant les profils de divers responsables RSS. Le plus long était de M. S. Golwalkar, sous la direction duquel le RSS s'est développé et que Modi appelle Pujniya Shri Guruji ("Guru digne d'adoration"). Selon The Economic Times, son intention était d'expliquer le fonctionnement du RSS à ses lecteurs et d'assurer aux membres du RSS qu'il restait idéologiquement sur la même ligne qu'eux. Modi est l'auteur de huit autres livres, principalement des nouvelles pour enfants.
La nomination de Modi à la fonction de Premier ministre a attiré l'attention en raison de sa réputation d'être « l'un des politiciens les plus controversés et les plus conflictuels de l'Inde contemporaine ». Au cours de la campagne électorale de 2014, le BJP a mis en avant l'image d'un leader masculin fort, capable de prendre des décisions difficiles. Les campagnes auxquelles Midi a participé se sont concentrées sur lui en tant qu'individu, d'une manière inhabituelle pour le BJP et le Rashtriya Swayamsevak Sangh. Modi s'est appuyé sur sa réputation d'homme politique capable de susciter la croissance économique et le développement. Néanmoins, son rôle dans les émeutes du Gujarat de 2002 continue de susciter les critiques et la controverse. La philosophie hindoue de Modi et les politiques adoptées par son gouvernement continuent de susciter des critiques et ont été considérées comme la preuve d'un agenda social majoritaire et d'exclusion[pas clair].

## Popularité

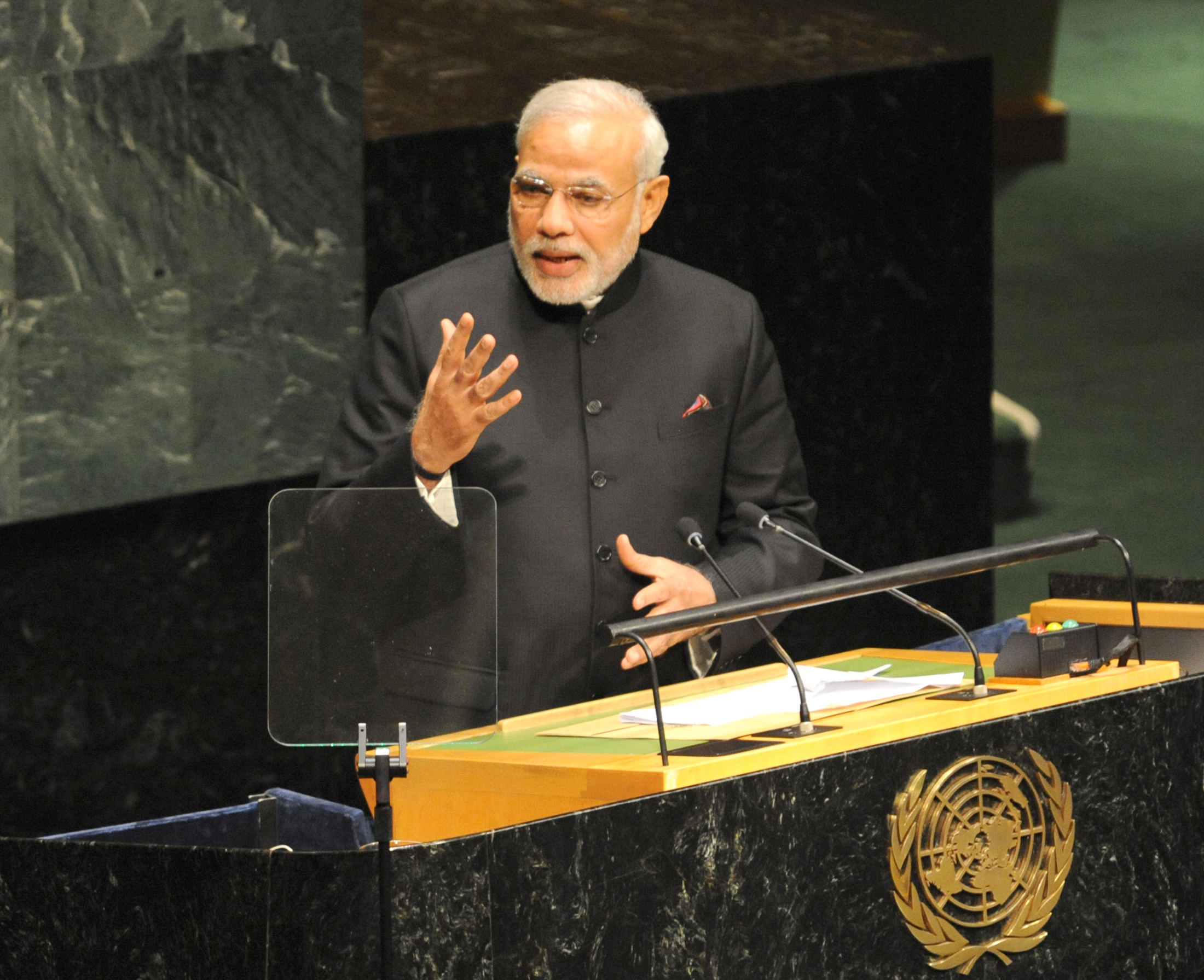
Narendra Modi au siège des Nations unies (New York, 30 septembre 2014).

Au cours de son mandat de Premier ministre, Modi a reçu des cotes d'approbation constamment élevées; à la fin de sa première année au pouvoir, il reçoit une cote d'approbation globale de 87 % dans un sondage Pew Research , 68 % des répondants l'évaluant « très favorablement » et 93 % approuvant son gouvernement. La cote d'approbation de Modi est restée largement constante à environ 74 % au cours de sa deuxième année au pouvoir, selon un sondage national mené par instaVaani. À la fin de sa deuxième année au pouvoir, un sondage mis à jour de Pew Research montre que Modi continue d'obtenir des taux d'approbation globaux élevés de 81 %, 57 % des personnes interrogées l'évaluant « très favorablement »,.
À la fin de sa troisième année au pouvoir, un autre sondage de Pew Research montre que Modi avait un taux d'approbation global de 88 %, son plus haut niveau à ce jour, 69 % des personnes interrogées l'évaluant « très favorablement ». Un sondage réalisé par le Times of India en mai 2017 montre que 77 % des personnes interrogées qualifient Modi de « très bon » et de « bon ».
Début 2017, une enquête du Pew Research Center montre que Modi est la figure la plus populaire de la politique indienne. Dans une analyse hebdomadaire de Morning Consult intitulée Global Leader Approval Rating Tracker, Modi avait la cote d'approbation nette la plus élevée au 22 décembre 2020 de tous les chefs de gouvernement des 13 pays suivis,.

## Décorations

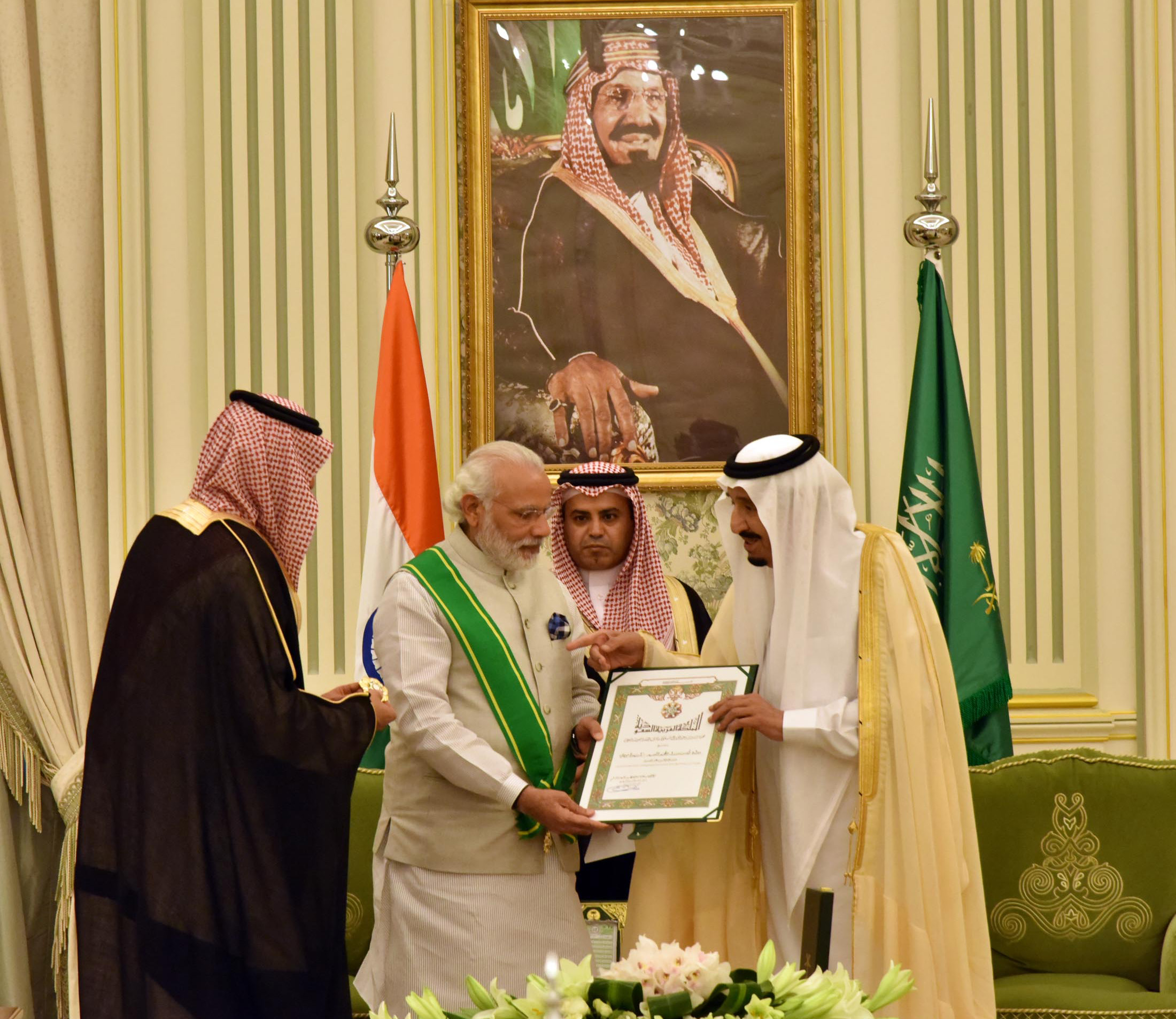
Narendra Modi recevant les insignes du grand cordon l'ordre du roi Abdelaziz de la main du roi Salmane ben Abdelaziz Al Saoud (Riyad, 3 avril 2016).

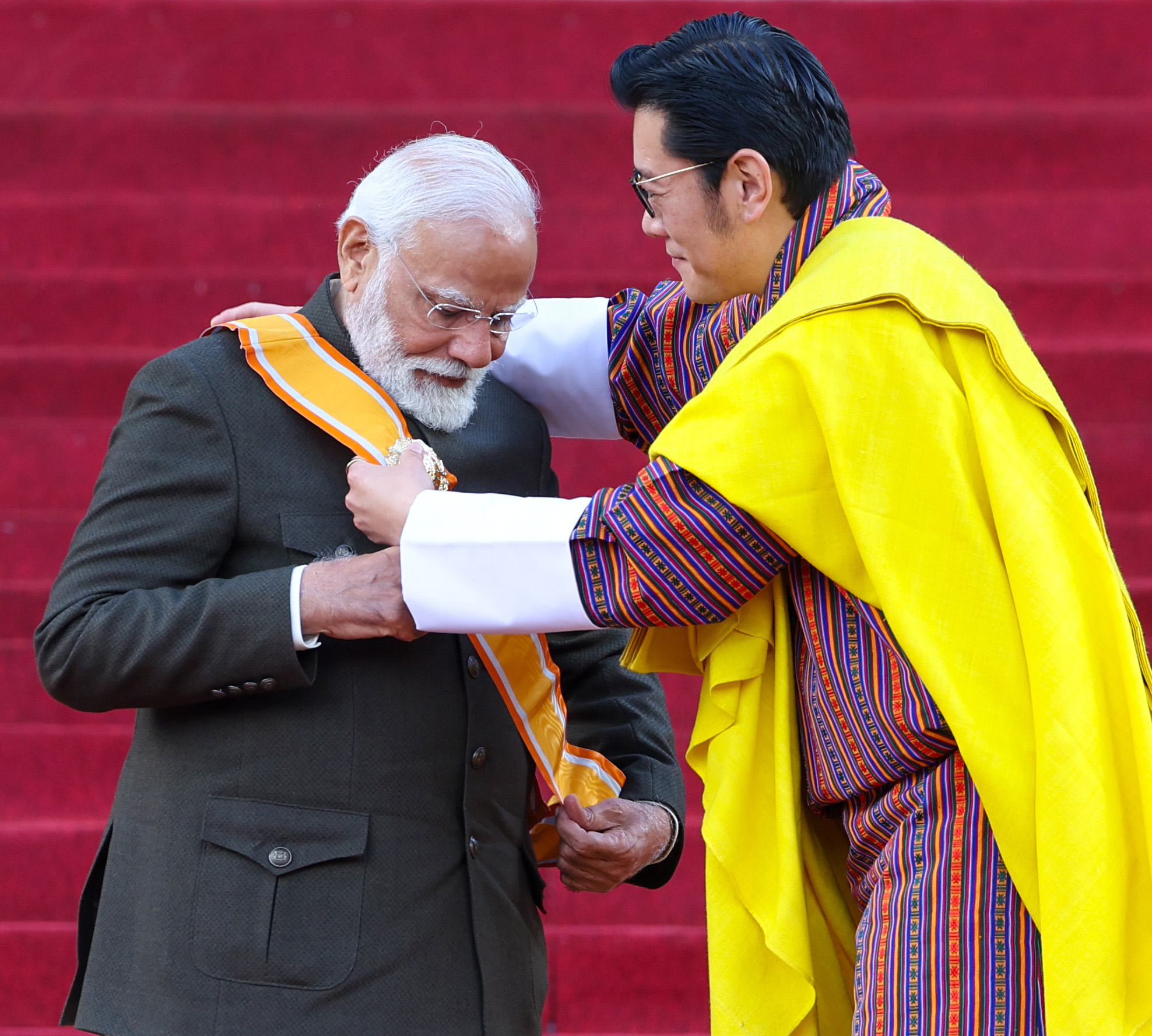
Narendra Modi recevant les insignes du grand cordon de l'ordre du Druk Gyalpo de la main du roi de Bhoutan Jigme Khesar Wangchuck (Thimphou, 22 mars 2024).

- Grand cordon de l'ordre du roi Abdelaziz ( Arabie saoudite, 3 avril 2016)[190].
- Médaille de l'ordre d'État de Ghazi Amir Amanullah Khan (en) ( Afghanistan, 4 juin 2016)[191].
- Grand collier de l'ordre de l'État de Palestine ( Palestine, 10 février 2018)[192].
- Ordre de Zayed ( Émirats arabes unis, 4 février 2019)[193].
- Grand collier de l'ordre de la règle distinguée d'Izzuddin (en) ( Maldives, 8 juin 2019)[194].
- Grand collier de l'ordre du roi Hamad de la Renaissance (en) ( Bahreïn, 24 août 2019)[195].
- Commandeur en chef de la Legion of Merit ( États-Unis, 21 décembre 2020)[196].
- Compagnon de l'ordre des Fidji (en) ( Fidji, 22 mai 2023)[197].
- Officier de l'ordre de Logohu ( Papouasie-Nouvelle-Guinée, 22 mai 2023)[198].
- Grand collier de l'ordre du Nil ( Égypte, 25 juin 2023)[199],[200].
- Grand-croix de la Légion d'honneur ( France, 14 juillet 2023)[201].
- Grand-croix de l’ordre de l'Honneur ( Grèce, 24 août 2023)[202].
- Grand cordon de l'ordre du Druk Gyalpo (en) ( Bhoutan, 22 mars 2024[203]).
- Grand collier de l'ordre de Saint-André ( Russie, 9 juillet 2024[204] ; grand-croix en 4 février 2019[205]).
- Grand commandeur de l'ordre du Nigeria ( Nigeria, 17 novembre 2024)[206].
- Compagnon de l'ordre de la liberté de la Barbade ( Barbade, 20 novembre 2024)[207].Narendra Modi recevant le grand collier de l'ordre national de la Croix du Sud de la main du président brésilien Luiz Inácio Lula da Silva (Brasilia, 8 juillet 2025).

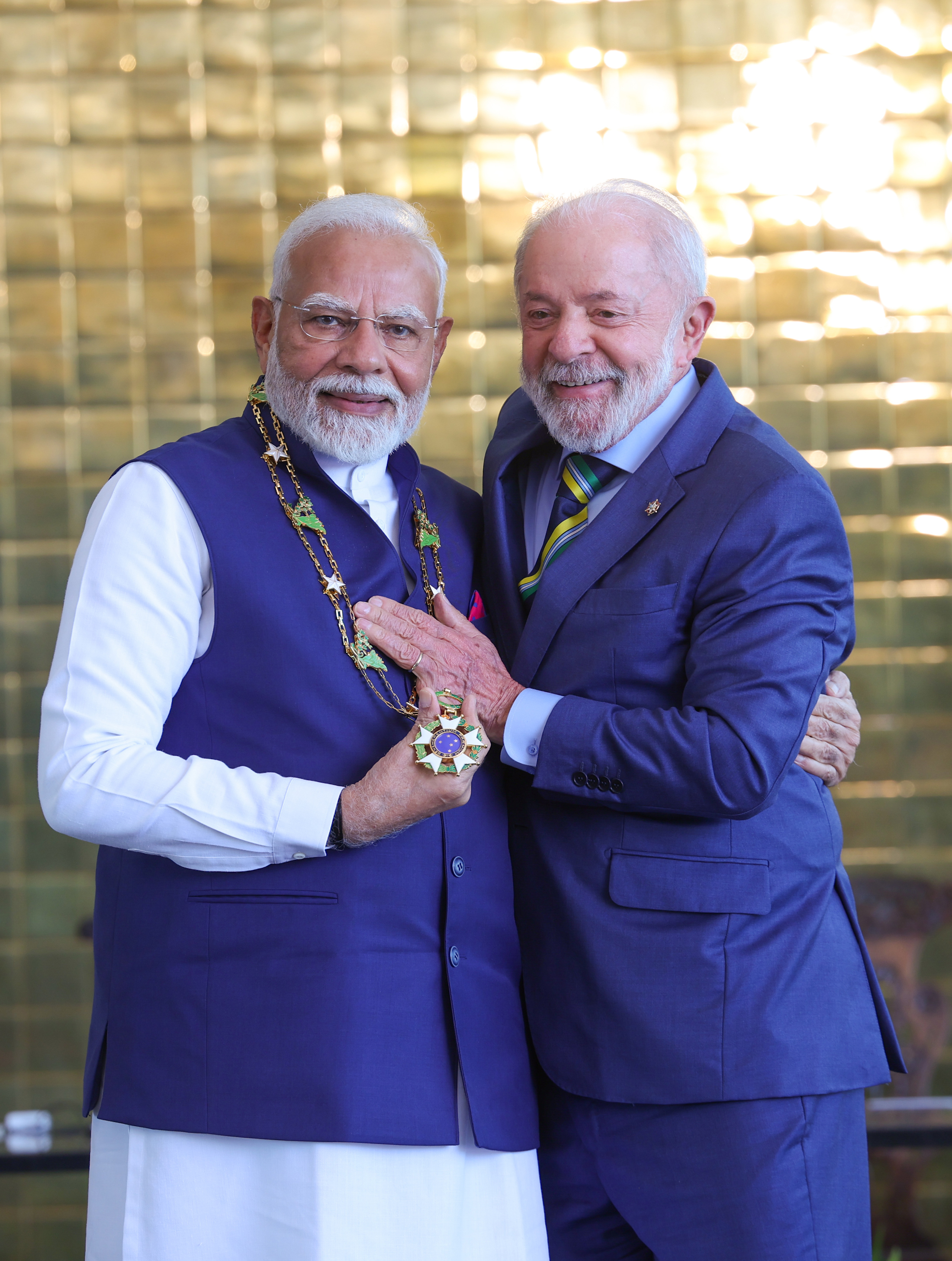
Narendra Modi recevant le grand collier de l'ordre national de la Croix du Sud de la main du président brésilien Luiz Inácio Lula da Silva (Brasilia, 8 juillet 2025).

- Compagnon d'honneur de la Dominique (en) ( Dominique, 20 novembre 2024)[208].
- Grand cordon de l’ordre d'Excellence du Guyana ( Guyana, 20 novembre 2024)[207].
- Grand collier de l'ordre de Mubarak le Grand (en) ( Koweït, 22 décembre 2024)[209].
- Grand commandeur de l'ordre de l'Étoile et de la Clé de l'Océan Indien (en)  ( Maurice, 11 mars 2025)[210].
- Médaille de Sri Lanka Mitra Vibhushana (en)  ( Sri Lanka, 5 avril 2025)[211].
- Grand cordon de l'ordre Makarios III (en) ( Chypre, 16 juin 2025)[212].
- Officier de l'ordre de l'Étoile du Ghana ( Ghana, 2 juillet 2025)[213].
- Compagnon de l'ordre de la République de Trinité-et-Tobago (en) ( Trinité-et-Tobago, 4 juillet 2025)[214].
- Grand collier de l'ordre national de la Croix du Sud ( Brésil, 8 juillet 2025)[215].
- Grand commandeur de l'ordre des Welwitschia (en) ( Namibie, 9 juillet 2025)[216].